# Municipio de Volin
El municipio de Volin (en inglés: Volin Township) es un municipio ubicado en el condado de Yankton en el estado estadounidense de Dakota del Sur. En el año 2010 tenía una población de 233 habitantes y una densidad poblacional de 2,53 personas por km².

## Geografía
El municipio de Volin se encuentra ubicado en las coordenadas 42°57′18″N 97°12′45″O / 42.95500, -97.21250. Según la Oficina del Censo de los Estados Unidos, el municipio tiene una superficie total de 92.14 km², de la cual 92,08 km² corresponden a tierra firme y (0,06 %) 0,06 km² es agua.

## Demografía
Según el censo de 2010, había 233 personas residiendo en el municipio de Volin. La densidad de población era de 2,53 hab./km². De los 233 habitantes, el municipio de Volin estaba compuesto por el 97 % blancos, el 2,58 % eran amerindios y el 0,43 % eran de una mezcla de razas. Del total de la población el 0 % eran hispanos o latinos de cualquier raza.